# ساموئل لوریک
ساموئل لوریک (انگلیسی: Samuel Loric؛ زادهٔ تاریخ ورودی نامعتبر است) بازیکن فوتبال است.
وی همچنین در تیم ملی فوتبال Brittany U16 بازی کرده‌است.